# 원용덕
원용덕(元容德, 1908년 2월 29일 ~ 1968년 2월 4일)은 일제강점기와 대한민국의 군인 겸 내과 의사 및 정치인으로 제1공화국 정치에서 중요한 역할을 맡았다. 본관은 원주(原州)이다.

## 생애
1908년 한성부에서 출생하였고, 지난날 한때 강원도 강릉에서 잠시 유아기를 보낸 적이 있으며 훗날 세브란스의학전문학교에서 1932년 학사 학위 취득 후 강원도 강릉에서 병원을 개업하여 의사로 일하다가 만주국 군대의 군의관으로 입대했다. 만주국 육군군관학교 교의를 지내기도 했으며, 태평양 전쟁 종전 당시 계급은 대한민국 국군의 중령에 해당하는 중교(中校)였다.
8.15 광복 후 월남하여 1945년 12월 5일 미군정이 군사영어학교를 만들 당시 이응준, 조병옥과 함께 미군정으로부터 생도 모집을 위탁받게 되어 자신은 부교장에 취임했다. 1946년 남조선국방경비대 초대 사령관과 조선경비사관학교 교장을 거쳐 육군 제8연대장을 지냈고 1947년 육군 제2여단장, 1949년 육군 제5여단장을 거쳐 육군본부 행정참모부장을 지냈으며 1950년 육군본부 호국군사령부 부사령관, 1952년 육군 제2군단 부군단장과 국방부 장관 특별보좌관을 거쳐 육군 영남지구 계엄사령관을 지냈으며 1953년 초대 육군본부 헌병 총사령부 총사령관을 거쳐 이듬해 1954년 초대 연합참모본부 헌병 총사령부 총사령관 등으로 국군의 창군 및 초기 형성 과정에 깊이 관여했다. 박정희, 정일권, 이주일 등이 속한 만주군 인맥에서 가장 연장자이며 상급자였다.
원용덕은 제1공화국에서 벌어진 부산 정치 파동 등 각종 정치적 사건에 개입하여 김창룡과 함께 대표적인 '정치군인'으로 알려져 있다. 한국 전쟁 중 있었던 이승만의 기습적인 반공포로석방 사건 때도 주도적인 역할을 맡았다.
1960년 4·19 혁명으로 정치적 받침대였던 이승만이 하야한 뒤, 연합참모본부 헌병 총사령부 총사령관에서 연합참모본부 고문으로 좌천되었다가 이듬해 1961년 3월에는 7년 전인 1954년에 발생했던 불온문서 투입 사건과 김성주 살해 사건의 주모자로 구속되어 재판 끝에 한 달 후 1961년 4월을 기하여 육군 중장 강제 예편 처분 및 징역 15년형을 선고 받았다. 그는 징역형을 다 채우지 않고 1963년 3월 특별사면으로 석방되었다.
그는 1968년 2월 4일, 서울 신당동 자택에서 심장협심증로 사망하였다. 그런데 공교롭게도 그가 죽기 전 1968년 1월 25일 그의 신당동 자택(2층 양옥)이 화재가 났었다는 것이다. 당시 그는 병원에 입원 중이었다.
만주국 군대에서 장교로 장기간 근무한 경력으로 인해, 2008년 민족문제연구소에서 친일인명사전에 수록하기 위해 정리한 친일인명사전 수록예정자 명단 중 군 부문에 선정되었다.

## 학력
- 1932년 경성 세브란스 의학전문학교 의학사 (내과 전공)
- 1943년 만주국 쓰핑 육군전차학교 신징 제1분교 군의학반 졸업
- 1946년 대한민국 군사영어학교 1기
- 1947년 대한민국 통위부 보병학교 졸업
- 1948년 조선경비보병학교 졸업
- 1949년 대한민국 육군보병학교 졸업

## 같이 보기
- 부산 정치 파동
- 남조선국방경비대
- 6.25 전쟁
- 이범석
- 지청천

## 원용덕을 연기한 배우

### TV 드라마
- 이석구 - 《야인시대》(2003년 SBS)

## 참고 자료
- 반민족문제연구소 (1994년 3월 1일). 〈원용덕 : 이승만의 오른팔이 된 일제 만주국 군의 (임대식)〉. 《청산하지 못한 역사 1》. 서울: 청년사. ISBN 978-89-7278-312-1.
- 강준만 (2006년 11월 13일). 《한국현대사산책 1940년대편 1권》. 서울: 인물과사상사. 196쪽쪽. ISBN 89-5906-044-5.

| 전임 송호성 | 제2대 국방경비대 부사령관 1946년 12월 13일 ~ 1948년 8월 15일 |  |

|  | 제1대 국방경비대 육군 총사령관 1946년 1월 15일 ~ 1946년 12월 13일 | 후임 송호성 |

| 전임 이형근 | 제2대 조선경비사관학교장 1946년 9월 6일 ~ 1947년 1월 23일 | 후임 정일권 |

| 전임 (창설) | 제1대 군사영어학교 부교장 1945년 12월 5일 ~ 1946년 9월 5일 |  |